# Простые вещи (альбом)
«Простые вещи» — дебютный музыкальный альбом группы «Звуки Му» 1988 года, двойной студийный альбом. К моменту его записи группа существовала уже около пяти лет, но ещё не имела студийных записей. Альбом был записан по инициативе лидера «Центра» (другой московской группы) Василия Шумова, который предоставил свою аппаратуру для записи и выступил в качестве продюсера. Песни, вошедшие в альбом, были написаны лидером группы Петром Мамоновым раньше, в основном около 1984—1986 годов.
Информация об этом альбоме включена в книгу Александра Кушнира «100 магнитоальбомов советского рока».

## Список композиций

### Диск A
Слова и музыка всех песен — Пётр Мамонов.
| №   | Название          | Длительность |
| --- | ----------------- | ------------ |
| 1.  | «Серый голубь»    | 3:46         |
| 2.  | «Шуба-дуба блюз»  | 3:51         |
| 3.  | «Зима»            | 2:50         |
| 4.  | «Цветочки-лютики» | 4:05         |
| 5.  | «Люляки-баб»      | 2:51         |
| 6.  | «Мумия»           | 3:15         |
| 7.  | «Источник заразы» | 2:48         |
| 8.  | «Хорошая песня»   | 7:20         |
| 9.  | «Бумажные цветы»  | 3:03         |
| 10. | «0 − 1»           | 3:21         |
| 11. | «Союзпечать»      | 3:51         |

### Диск B
Слова и музыка всех песен — Пётр Мамонов.
| №  | Название           | Длительность |
| -- | ------------------ | ------------ |
| 1. | «Бойлер»           | 6:16         |
| 2. | «52-й понедельник» | 5:37         |
| 3. | «Лифт на небо»     | 5:02         |
| 4. | «Курочка Ряба»     | 4:16         |
| 5. | «Красный чёрт»     | 4:58         |
| 6. | «Бутылка водки»    | 4:10         |
| 7. | «Досуги-буги»      | 3:28         |
| 8. | «Встань пораньше»  | 2:34         |
| 9. | «Диатез»           | 2:25         |

## Участники записи
- Пётр Мамонов — акустическая гитара, вокал
- Александр Липницкий — бас-гитара
- Алексей Бортничук — гитара
- Павел Хотин — клавишные, бэк-вокал
- Алексей Павлов — ударные

## Признание
Известно из книги А. И. Кушнира «100 магнитоальбомов советского рока», что до зимы 1989 года Мамонов выпускать альбом упорно не хотел, и альбом до этого времени распространялся исключительно подпольно. Несмотря также на негодования критиков, охарактеризовавших альбом как «Звуки Му глазами Шумова», альбом получил одобрение среди многих участников «Московской Рок-Лаборатории» в конце 1980-х годов.
Мамонов изначально остался доволен продюсерской работой Шумова и материалом альбома в целом, но позже (по воспоминаниям Сергея Гурьева в книге «История группы Звуки Му») отзывался об альбоме негативно. Альбом в своё время понравился Брайану Ино, взявшемуся позже продюсировать группу и записывать с ней новый альбом «Zvuki Mu» в Великобритании.
В 2010 году альбом занял 13-е место в списке «50 лучших русских альбомов всех времён», составленный журналом «Афиша» по итогам опроса молодых российских музыкантов.

Чувствуется влияние новой волны, постпанка и много ещё чего, однако ж альбом очень русский, потому как в отличие от многих сегодняшних музыкантов, копирующих те или иные своих стилевые эталоны, у «Звуков» самобытность на первом месте. Вернее, они её туда и не ставили, сама пришла. Тексты и манера исполнения Петра Николаевича, как везде пишут и говорят, «скоморошные». Но, невзирая на это, во всех композициях чувствуется такая абсурдная правда — как следствие во многом абсурдной повседневной жизни. Кто-то сказал, что «Звуки Му – не группа музыкантов, а подлинная «русская народная галлюцинация». Не могу не согласиться. Ещё говорят, что альбом получился куда более спокойным, нежели живые выступления группы. По-моему, в этом тоже есть плюс, некая искренность — поскольку сам Пётр Николаевич является, на мой взгляд, всё-таки человеком интеллигентным, иногда поющим не очень интеллигентные песни. В любом случае, несомненно, «Простые вещи» показали, что предела нет — как в музыке, так и в текстах.
— Александр Веселов (ill!noiz)

## Издания
- 1988, магнитоальбом
- 1996, CD, Moroz Records
- 2023, LP, CD, Maschina Records